# Coupe AHF masculine 2022
Navigation
2016 2024
La Coupe AHF masculine 2022 sera la 6e édition de la Coupe AHF masculine, le championnat international quadriennal féminin de hockey sur gazon d'Asie organisé par la Fédération asiatique de hockey. Elle se tient du 11 au 20 mars 2022 à Jakarta, en Indonésie.
Les 3 meilleures équipes se qualifient pour la Coupe d'Asie 2022.

## Équipes qualifiées
| Événement         | Dates                 | Lieu      | Quotas | Qualifiés                                 |
| ----------------- | --------------------- | --------- | ------ | ----------------------------------------- |
| Pays hôte         | 20 janvier 2022       | Jakarta   | 1      | Indonésie                                 |
| Coupe d'Asie 2017 | 11 - 22 octobre 2017  | Dacca     | 2      | Bangladesh Oman                           |
| Coupe AHF 2016    | 19 - 27 novembre 2016 | Hong Kong | 4      | Sri Lanka Singapour Ouzbékistan Thaïlande |
| Nouvelle entrée   | 14 février 2022       | Jakarta   | 1      | Iran                                      |
| Réallocation      | 21 février 2022       | Jakarta   | 1      | Kazakhstan                                |
| Total             | Total                 | Total     | 9      |                                           |

## Premier tour
Toutes les heures correspondent à l'Heure d'Indonésie de l'Ouest (UTC+7).

### Poule A
| Rang | Équipe      | J | V | N | D | BP | BC | Diff | Pts | Qualification |
| ---- | ----------- | - | - | - | - | -- | -- | ---- | --- | ------------- |
| 1    | Sri Lanka   | 3 | 3 | 0 | 0 | 15 | 2  | +13  | 9   | Demi-finales  |
| 2    | Kazakhstan  | 3 | 1 | 0 | 2 | 7  | 6  | +1   | 3   | Demi-finales  |
| 3    | Ouzbékistan | 3 | 1 | 0 | 2 | 2  | 7  | -5   | 3   |               |
| 4    | Thaïlande   | 3 | 1 | 0 | 2 | 3  | 12 | -9   | 3   |               |

Source: FIH
En cas d'égalité de points de plusieurs équipes à l'issue des matchs de poule, les critères suivants sont appliqués dans l'ordre indiqué pour établir leur classement:
1. Points de chaque équipe,
2. Matchs gagnés,
3. Différence de buts,
4. Buts pour,
5. Plus grand nombre de points obtenus dans les matchs de poule disputés entre les équipes concernées,
6. Buts marqués en plein jeu.

| Match 2            | (36) Thaïlande | 0 - 6   | Kazakhstan (59)                                                                     |                                          |                                          |
| 11 mars 2022 15h45 |                | (0 - 2) | 9e Dyussebekov · 11e Yelubayev · 34e, 47e Urmanov · 42e Sansyzbayev · 54e Tashkeyev | Arbitrage : Yaser Khurshid Muhammad Pial | Arbitrage : Yaser Khurshid Muhammad Pial |
| 11 mars 2022 15h45 | Rapport        |         |                                                                                     | Arbitrage : Yaser Khurshid Muhammad Pial | Arbitrage : Yaser Khurshid Muhammad Pial |

| Match 3            | (37) Sri Lanka                                            | 5 - 0   | Ouzbékistan (53) |                                              |                                              |
| 11 mars 2022 18h00 | Ishanka 8e, 11e · Udayashan 14e · Rajitha 20e · Sanda 37e | (4 - 0) |                  | Arbitrage : Shigeki Kodama Mazin Al-Shukaili | Arbitrage : Shigeki Kodama Mazin Al-Shukaili |
| 11 mars 2022 18h00 | Rapport                                                   |         |                  | Arbitrage : Shigeki Kodama Mazin Al-Shukaili | Arbitrage : Shigeki Kodama Mazin Al-Shukaili |

| Match 6            | (44) Thaïlande | 1 - 0   | Ouzbékistan (59) |                                               |                                               |
| 12 mars 2022 16h45 | Thanakrit 22e  | (1 - 0) |                  | Arbitrage : Khalid Hussain Makhsudbek Urmanov | Arbitrage : Khalid Hussain Makhsudbek Urmanov |
| 12 mars 2022 16h45 | Rapport        |         |                  | Arbitrage : Khalid Hussain Makhsudbek Urmanov | Arbitrage : Khalid Hussain Makhsudbek Urmanov |

Repos:  Sri Lanka,  Kazakhstan
| Match 8            | (35) Sri Lanka                                                           | 6 - 2   | Thaïlande (38)              |                                          |                                          |
| 14 mars 2022 14h30 | Dhananjana 10e, 23e · Kusal 14e · Sanda 45e · Udayashan 56e · Lahiru 57e | (3 - 2) | 3e Thanakrit · 12e Kritsada | Arbitrage : Ahmed Elsayed Morteza Ahmadi | Arbitrage : Ahmed Elsayed Morteza Ahmadi |
| 14 mars 2022 14h30 | Rapport                                                                  |         |                             | Arbitrage : Ahmed Elsayed Morteza Ahmadi | Arbitrage : Ahmed Elsayed Morteza Ahmadi |

Repos:  Kazakhstan,  Ouzbékistan
| Match 11           | (33) Sri Lanka                               | 4 - 0   | Kazakhstan (49) |                                           |                                           |
| 15 mars 2022 14h30 | Ishanka 15e · Dhammika 23e, 53e · Suresh 43e | (2 - 0) |                 | Arbitrage : Shigeki Kodama Khalid Hussain | Arbitrage : Shigeki Kodama Khalid Hussain |
| 15 mars 2022 14h30 | Rapport                                      |         |                 | Arbitrage : Shigeki Kodama Khalid Hussain | Arbitrage : Shigeki Kodama Khalid Hussain |

Repos:  Thaïlande,  Ouzbékistan
| Match 14           | (56) Kazakhstan | 1 - 2   | Ouzbékistan (70)               |                                           |                                           |
| 17 mars 2022 14h30 | Toibekov 7e     | (1 - 2) | 5e Khaytboev · 25e Vakhobjonov | Arbitrage : Ilmu Wijaya Mazin Al-Shukaili | Arbitrage : Ilmu Wijaya Mazin Al-Shukaili |
| 17 mars 2022 14h30 | Rapport         |         |                                | Arbitrage : Ilmu Wijaya Mazin Al-Shukaili | Arbitrage : Ilmu Wijaya Mazin Al-Shukaili |

Repos:  Sri Lanka,  Thaïlande

### Poule B
| Rang | Équipe     | J | V | N | D | BP | BC | Diff | Pts | Qualification |
| ---- | ---------- | - | - | - | - | -- | -- | ---- | --- | ------------- |
| 1    | Bangladesh | 4 | 4 | 0 | 0 | 23 | 6  | +17  | 12  | Demi-finales  |
| 2    | Oman       | 4 | 3 | 0 | 1 | 27 | 7  | +20  | 9   | Demi-finales  |
| 3    | Indonésie  | 4 | 2 | 0 | 2 | 13 | 18 | -5   | 6   |               |
| 4    | Iran       | 4 | 1 | 0 | 3 | 6  | 24 | -18  | 3   |               |
| 5    | Singapour  | 4 | 0 | 0 | 4 | 4  | 18 | -14  | 0   |               |

Source: FIH
En cas d'égalité de points de plusieurs équipes à l'issue des matchs de poule, les critères suivants sont appliqués dans l'ordre indiqué pour établir leur classement:
1. Points de chaque équipe,
2. Matchs gagnés,
3. Différence de buts,
4. Buts pour,
5. Plus grand nombre de points obtenus dans les matchs de poule disputés entre les équipes concernées,
6. Buts marqués en plein jeu.

| Match 1            | (35) Singapour | 1 - 2   | Iran (-)           |                                              |                                              |
| 11 mars 2022 13h30 | Silas 22e      | (1 - 0) | 34e, 50e Shahrokhi | Arbitrage : Khalid Hussain Elyor Kholmirzaev | Arbitrage : Khalid Hussain Elyor Kholmirzaev |
| 11 mars 2022 13h30 | Rapport        |         |                    | Arbitrage : Khalid Hussain Elyor Kholmirzaev | Arbitrage : Khalid Hussain Elyor Kholmirzaev |

| Match 4            | (51) Indonésie        | 2 - 7   | Bangladesh (38)                                                                       |                                            |                                            |
| 11 mars 2022 20h15 | Ardam 56e · Asasi 57e | (0 - 4) | 15e, 27e Khorshadur · 20e Arshad · 23e Shohanur · 49e Puskar · 55e Mahmud · 55e Roman | Arbitrage : Ahmed Elsayed Mohomead Nawshad | Arbitrage : Ahmed Elsayed Mohomead Nawshad |
| 11 mars 2022 20h15 | Rapport               |         |                                                                                       | Arbitrage : Ahmed Elsayed Mohomead Nawshad | Arbitrage : Ahmed Elsayed Mohomead Nawshad |

Repos:  Oman
| Match 5            | (26) Oman | 10 - 2  | Iran (92)         |                                     |                                     |
| 12 mars 2022 14h30 | Al Fazari 4e, 12e, 39e, 52e · Al-Shibli 19e · Al Lawati 25e, 41e · A. Al Shaaibi 28e · Al Nasseri 55e · Al Qasmi 59e | (5 - 1) | 5e, 36e Taherirad | Arbitrage : Ilmu Wijaya Rashed Rony | Arbitrage : Ilmu Wijaya Rashed Rony |
| 12 mars 2022 14h30 | Rapport |         |                   | Arbitrage : Ilmu Wijaya Rashed Rony | Arbitrage : Ilmu Wijaya Rashed Rony |

| Match 7            | (58) Indonésie                | 3 - 2   | Singapour (38) |                                                      |                                                      |
| 12 mars 2022 19h00 | Fathur 19e · Al Ardh 26e, 59e | (2 - 1) | 4e, 45e Bazil  | Arbitrage : Shigeki Kodama Phiraphat Niensupornphand | Arbitrage : Shigeki Kodama Phiraphat Niensupornphand |
| 12 mars 2022 19h00 | Rapport                       |         |                | Arbitrage : Shigeki Kodama Phiraphat Niensupornphand | Arbitrage : Shigeki Kodama Phiraphat Niensupornphand |

Repos:  Bangladesh
| Match 9            | (36) Bangladesh                                                                 | 7 - 0   | Singapour (46) |                                                      |                                                      |
| 14 mars 2022 16h45 | Ashraful 5e · Shohanur 14e, 27e, 59e · Arshad 46e · Khorshadur 54e · Puskar 60e | (3 - 0) |                | Arbitrage : Yaser Khurshid Phiraphat Niensupornphand | Arbitrage : Yaser Khurshid Phiraphat Niensupornphand |
| 14 mars 2022 16h45 | Rapport                                                                         |         |                | Arbitrage : Yaser Khurshid Phiraphat Niensupornphand | Arbitrage : Yaser Khurshid Phiraphat Niensupornphand |

| Match 10           | (50) Indonésie | 1 - 9   | Oman (26) |                                           |                                           |
| 14 mars 2022 19h00 | Al Ardh 17e    | (1 - 4) | 10e, 16e, 51e Al Fazari · 22e Al Lawati · 30e K. Al Shaaibi · 39e, 53e A. Al Shaaibi · 51e Al Nofali · 59e Bait Shamaiaa | Arbitrage : Shigeki Kodama Khalid Hussain | Arbitrage : Shigeki Kodama Khalid Hussain |
| 14 mars 2022 19h00 | Rapport        |         | | Arbitrage : Shigeki Kodama Khalid Hussain | Arbitrage : Shigeki Kodama Khalid Hussain |

Repos:  Iran
| Match 12           | (35) Bangladesh                                                | 6 - 2   | Iran (92)                     |                                            |                                            |
| 15 mars 2022 16h45 | Ashraful 9e, 29e, 39e · Khorshadur 34e · Milon 36e · Roman 53e | (2 - 1) | 4e Salehipour · 41e Taherirad | Arbitrage : Ahmed Elsayed Mohomead Nawshad | Arbitrage : Ahmed Elsayed Mohomead Nawshad |
| 15 mars 2022 16h45 | Rapport                                                        |         |                               | Arbitrage : Ahmed Elsayed Mohomead Nawshad | Arbitrage : Ahmed Elsayed Mohomead Nawshad |

| Match 13           | (26) Oman                                                                   | 6 - 1   | Singapour (50) |                                              |                                              |
| 15 mars 2022 19h00 | A. Al Shaaibi 4e, 28e, 41e · Al Fazari 24e · Al Lawati 25e · Al-Noufali 56e | (4 - 0) | 47e Naidu      | Arbitrage : Yaser Khurshid Elyor Kholmirzaev | Arbitrage : Yaser Khurshid Elyor Kholmirzaev |
| 15 mars 2022 19h00 | Rapport                                                                     |         |                | Arbitrage : Yaser Khurshid Elyor Kholmirzaev | Arbitrage : Yaser Khurshid Elyor Kholmirzaev |

Repos:  Indonésie
| Match 15           | (25) Oman                     | 2 - 3   | Bangladesh (34)         |                                          |                                          |
| 17 mars 2022 16h45 | Al Fazari 32e · Al Lawati 48e | (0 - 1) | 8e, 56e, 58e Khorshadur | Arbitrage : Ahmed Elsayed Khalid Hussain | Arbitrage : Ahmed Elsayed Khalid Hussain |
| 17 mars 2022 16h45 | Rapport                       |         |                         | Arbitrage : Ahmed Elsayed Khalid Hussain | Arbitrage : Ahmed Elsayed Khalid Hussain |

| Match 16           | (53) Indonésie                                                | 7 - 0   | Iran (92) |                                                        |                                                        |
| 17 mars 2022 19h00 | Ardam 5e · Al Ardh 9e, 18e, 29e · Prastyo 25e, 54e · Alam 44e | (5 - 0) |           | Arbitrage : Mohomead Nawshad Phiraphat Niensupornphand | Arbitrage : Mohomead Nawshad Phiraphat Niensupornphand |
| 17 mars 2022 19h00 | Rapport                                                       |         |           | Arbitrage : Mohomead Nawshad Phiraphat Niensupornphand | Arbitrage : Mohomead Nawshad Phiraphat Niensupornphand |

Repos:  Singapour

## Phase de classement
|  | De la cinquième à la huitième place | De la cinquième à la huitième place |                            |       | Cinquième et sixième place | Cinquième et sixième place |
|  | De la cinquième à la huitième place | De la cinquième à la huitième place |                            |       | Cinquième et sixième place | Cinquième et sixième place |
|  |                                     |                                     |                            |       |                            |                            |
|  |                                     |                                     |                            |       |                            |                            |
|  |                                     |                                     |                            |       |                            |                            |
|  | Indonésie (48)                      | 0                                   |                            |       |                            |                            |
|  | Indonésie (48)                      | 0                                   |                            |       |                            |                            |
|  | Thaïlande (44)                      | 1                                   |                            |       |                            |                            |
|  | Thaïlande (44)                      | 1                                   | Thaïlande (37)             | 3     |                            |                            |
|  |                                     |                                     | Thaïlande (37)             | 3     |                            |                            |
|  |                                     | Iran (92)                           | 1                          |       |                            |                            |
|  | Ouzbékistan (58)                    | Iran (92)                           | 1                          | 2 (2) |                            |                            |
|  | Ouzbékistan (58)                    |                                     |                            | 2 (2) |                            |                            |
|  | Iran (92)                           | 2 (3)                               |                            |       |                            |                            |
|  | Iran (92)                           | 2 (3)                               | Septième et huitième place |       |                            |                            |
|  |                                     |                                     |                            |       |                            |                            |
|  |                                     |                                     |                            |       |                            |                            |
|  |                                     |                                     |                            |       |                            |                            |
|  | Indonésie (55)                      | 6                                   |                            |       |                            |                            |
|  | Indonésie (55)                      | 6                                   |                            |       |                            |                            |
|  | Ouzbékistan (65)                    | 1                                   |                            |       |                            |                            |
|  | Ouzbékistan (65)                    | 1                                   |                            |       |                            |                            |

### De la cinquième à la huitième place
| Match 17           | (58) Ouzbékistan                                            | 2 - 2             | Iran (92)                                      |                                                     |                                                     |
| 19 mars 2022 11h30 | Khaytboev 52e · Vakhobjonov 55e                             | (0 - 1)           | 5e Shahrokhi · 44e Salehipour                  | Arbitrage : Muhammad Pial Phiraphat Niensupornphand | Arbitrage : Muhammad Pial Phiraphat Niensupornphand |
| 19 mars 2022 11h30 | Rapport                                                     |                   |                                                | Arbitrage : Muhammad Pial Phiraphat Niensupornphand | Arbitrage : Muhammad Pial Phiraphat Niensupornphand |
| 19 mars 2022 11h30 | Akhmadkhodjaev · Mamajonov · Aslanov · Khaytboev · Khakimov | Tirs au but 2 - 3 | Bohlouli · Hamedi · Azizi · Karimi · Taherirad | Arbitrage : Muhammad Pial Phiraphat Niensupornphand | Arbitrage : Muhammad Pial Phiraphat Niensupornphand |

| Match 18           | (48) Indonésie | 0 - 1   | Thaïlande (44) |                                        |                                        |
| 19 mars 2022 19h00 |                | (0 - 1) | 11e Thanakrit  | Arbitrage : Rashed Rony Khalid Hussain | Arbitrage : Rashed Rony Khalid Hussain |
| 19 mars 2022 19h00 | Rapport        |         |                | Arbitrage : Rashed Rony Khalid Hussain | Arbitrage : Rashed Rony Khalid Hussain |

### Septième et huitième place
| Match 21           | (55) Indonésie                                               | 6 - 1   | Ouzbékistan (65)   |                                        |                                        |
| 20 mars 2022 11h30 | Maulana 4e · Prastyo 14e · Al Ardh 18e · Ardam 19e, 40e, 42e | (4 - 1) | 26e Akhmadkhodjaev | Arbitrage : Rashel Rony Morteza Ahmadi | Arbitrage : Rashel Rony Morteza Ahmadi |
| 20 mars 2022 11h30 | Rapport                                                      |         |                    | Arbitrage : Rashel Rony Morteza Ahmadi | Arbitrage : Rashel Rony Morteza Ahmadi |

### Cinquième et sixième place
| Match 22           | (37) Thaïlande                            | 3 - 1   | Iran (92)     |                                                |                                                |
| 20 mars 2022 14h00 | Kritsada 29e · Singha 56e · Chanachol 57e | (1 - 0) | 59e Taherirad | Arbitrage : Mazin Al-Shukaili Mohomead Nawshad | Arbitrage : Mazin Al-Shukaili Mohomead Nawshad |
| 20 mars 2022 14h00 | Rapport                                   |         |               | Arbitrage : Mazin Al-Shukaili Mohomead Nawshad | Arbitrage : Mazin Al-Shukaili Mohomead Nawshad |

## Phase finale
|  | Demi-finales    | Demi-finales    |                              |       | Finale | Finale |
|  | Demi-finales    | Demi-finales    |                              |       | Finale | Finale |
|  |                 |                 |                              |       |        |        |
|  |                 |                 |                              |       |        |        |
|  |                 |                 |                              |       |        |        |
|  | Oman (26)       | 2               |                              |       |        |        |
|  | Oman (26)       | 2               |                              |       |        |        |
|  | Sri Lanka (34)  | 1               |                              |       |        |        |
|  | Sri Lanka (34)  | 1               | Oman (26)                    | 1 (3) |        |        |
|  |                 |                 | Oman (26)                    | 1 (3) |        |        |
|  |                 | Bangladesh (32) | 1 (5)                        |       |        |        |
|  | Bangladesh (33) | Bangladesh (32) | 1 (5)                        | 8     |        |        |
|  | Bangladesh (33) |                 |                              | 8     |        |        |
|  | Kazakhstan (68) | 1               |                              |       |        |        |
|  | Kazakhstan (68) | 1               | Troisième et quatrième place |       |        |        |
|  |                 |                 |                              |       |        |        |
|  |                 |                 |                              |       |        |        |
|  |                 |                 |                              |       |        |        |
|  | Sri Lanka (34)  | 4               |                              |       |        |        |
|  | Sri Lanka (34)  | 4               |                              |       |        |        |
|  | Kazakhstan (76) | 3               |                              |       |        |        |
|  | Kazakhstan (76) | 3               |                              |       |        |        |

### Demi-finales
| Match 19           | (26) Oman                      | 2 - 1   | Sri Lanka (34) |                                           |                                           |
| 19 mars 2022 14h00 | Al Fazari 18e · Al Nasseri 31e | (1 - 0) | 35e Rathnayake | Arbitrage : Shigeki Kodama Yaser Khurshid | Arbitrage : Shigeki Kodama Yaser Khurshid |
| 19 mars 2022 14h00 | Rapport                        |         |                | Arbitrage : Shigeki Kodama Yaser Khurshid | Arbitrage : Shigeki Kodama Yaser Khurshid |

| Match 20           | (33) Bangladesh                                                             | 8 - 1   | Kazakhstan (68) |                                            |                                            |
| 19 mars 2022 16h30 | Ashraful 7e, 9e, 40e, 41e · Khorshadur 34e, 45e · Rashel 49e · Shohanur 51e | (2 - 0) | 55e Yelubayev   | Arbitrage : Ahmed Elsayed Mohomead Nawshad | Arbitrage : Ahmed Elsayed Mohomead Nawshad |
| 19 mars 2022 16h30 | Rapport                                                                     |         |                 | Arbitrage : Ahmed Elsayed Mohomead Nawshad | Arbitrage : Ahmed Elsayed Mohomead Nawshad |

### Troisième et quatrième place
| Match 23           | (34) Sri Lanka                                  | 4 - 3   | Kazakhstan (76)                      |                                                      |                                                      |
| 20 mars 2022 16h30 | Sanda 32e · Suresh 32e · Lahiru 45e · Kusal 56e | (0 - 1) | 26e, 58e Dyussebekov · 38e Yelubayev | Arbitrage : Yaser Khurshid Phiraphat Niensupornphand | Arbitrage : Yaser Khurshid Phiraphat Niensupornphand |
| 20 mars 2022 16h30 | Rapport                                         |         |                                      | Arbitrage : Yaser Khurshid Phiraphat Niensupornphand | Arbitrage : Yaser Khurshid Phiraphat Niensupornphand |

### Finale
| Match 24           | (26) Oman                                                 | 1 - 1             | Bangladesh (32)                           |                                          |                                          |
| 20 mars 2022 19h00 | Al Lawati 19e                                             | (1 - 1)           | 14e Shohanur                              | Arbitrage : Ahmed Elsayed Khalid Hussain | Arbitrage : Ahmed Elsayed Khalid Hussain |
| 20 mars 2022 19h00 | Rapport                                                   |                   |                                           | Arbitrage : Ahmed Elsayed Khalid Hussain | Arbitrage : Ahmed Elsayed Khalid Hussain |
| 20 mars 2022 19h00 | Al Fazari · K. Al Shaaibi · A. Al Shaaibi · Bait Shamaiaa | Tirs au but 3 - 5 | Farhad · Shohanur · Roman · Naim · Puskar | Arbitrage : Ahmed Elsayed Khalid Hussain | Arbitrage : Ahmed Elsayed Khalid Hussain |

## Classement final
| Rang               | Équipe      | J | V | N | P | BP | BC | Diff | Pts | Qualification                     |
| ------------------ | ----------- | - | - | - | - | -- | -- | ---- | --- | --------------------------------- |
| Médaille d'or      | Bangladesh  | 6 | 5 | 1 | 0 | 32 | 8  | +24  | 16  | Coupe d'Asie 2022                 |
| Médaille d'argent  | Oman        | 6 | 4 | 1 | 1 | 30 | 9  | +21  | 13  | Coupe d'Asie 2022                 |
| Médaille de bronze | Sri Lanka   | 5 | 4 | 0 | 1 | 20 | 7  | +13  | 12  |                                   |
| 4                  | Kazakhstan  | 5 | 1 | 0 | 4 | 11 | 18 | -7   | 3   |                                   |
| 5                  | Thaïlande   | 5 | 3 | 0 | 2 | 7  | 13 | -6   | 9   |                                   |
| 6                  | Iran        | 6 | 1 | 1 | 4 | 9  | 29 | -20  | 4   |                                   |
| 7                  | Indonésie   | 6 | 3 | 0 | 3 | 19 | 20 | -1   | 9   | Coupe d'Asie 2022 en tant qu'hôte |
| 8                  | Ouzbékistan | 5 | 1 | 1 | 3 | 5  | 15 | -10  | 4   |                                   |
| 9                  | Singapour   | 4 | 0 | 0 | 4 | 4  | 18 | -14  | 0   |                                   |